# Tour de France 1986
Le Tour de France 1986 est la 73e édition du Tour de France, course cycliste qui s'est déroulée du 4 juillet au 27 juillet 1986 sur 23 étapes pour 4 094 km. Le départ du Tour a lieu à Boulogne-Billancourt ; l'arrivée se juge aux Champs-Élysées à Paris. La course a été remportée par l'Américain Greg LeMond devant le Français Bernard Hinault dont c'est la dernière participation. Auteur de plusieurs échappées, vainqueur de trois étapes, lauréat du classement du meilleur grimpeur et maillot jaune durant cinq jours, le champion breton a été le grand animateur de la course. De son côté, Greg LeMond a apporté à son pays une première victoire dans la Grande Boucle. Le podium de ce Tour de France 1986 est : 1. Greg LeMond (Etats-Unis) ; 2. Bernard Hinault (France) à 3 min 10 s ; 3. Urs Zimmermann (Suisse) à 10 min 54 s.

## Généralités
- Le départ du Tour a lieu à Boulogne-Billancourt ; l'arrivée finale se juge aux Champs-Élysées à Paris.
- 21 formations de dix coureurs se présentent au départ. Seule la formation La Vie claire arrivera complète à l'arrivée.
- Cette édition est remportée par Greg LeMond. Il s'agit de la première victoire américaine sur le Tour de France.
- Première participation d'un coureur brésilien Renan Ferraro qui devient le premier Sud-Américain non-Colombien à participer à la grand boucle. Il ne termine d'ailleurs pas l'épreuve mis hors-délais à la suite de la sixième étape.
- Cette édition est marquée par la présence record des vainqueurs des dix-huit Tours de France disputés de 1978 à 1995 : Bernard Hinault (1978, 1979, 1981, 1982 et 1985), Joop Zoetemelk (1980), Laurent Fignon (1983 et 1984), Greg LeMond (1986, 1989 et 1990), Stephen Roche (1987), Pedro Delgado (1988) et Miguel Indurain (1991, 1992, 1993, 1994 et 1995).
- Moyenne du vainqueur : 37,02 km/h
- C'est la dernière participation de Bernard Hinault au Tour de France. Il prendra sa retraite de coureur cycliste à la fin de l'année 1986[1].

## Déroulement de la course
En 1985, Bernard Hinault a remporté un cinquième succès dans le Tour de France, bien épaulé par son équipier américain Greg LeMond. Au départ de ce Tour de France 1986, ce dernier est bien décidé à ne pas laisser passer sa chance. Hinault lui a donné sa parole. Il sera le meilleur équipier possible.

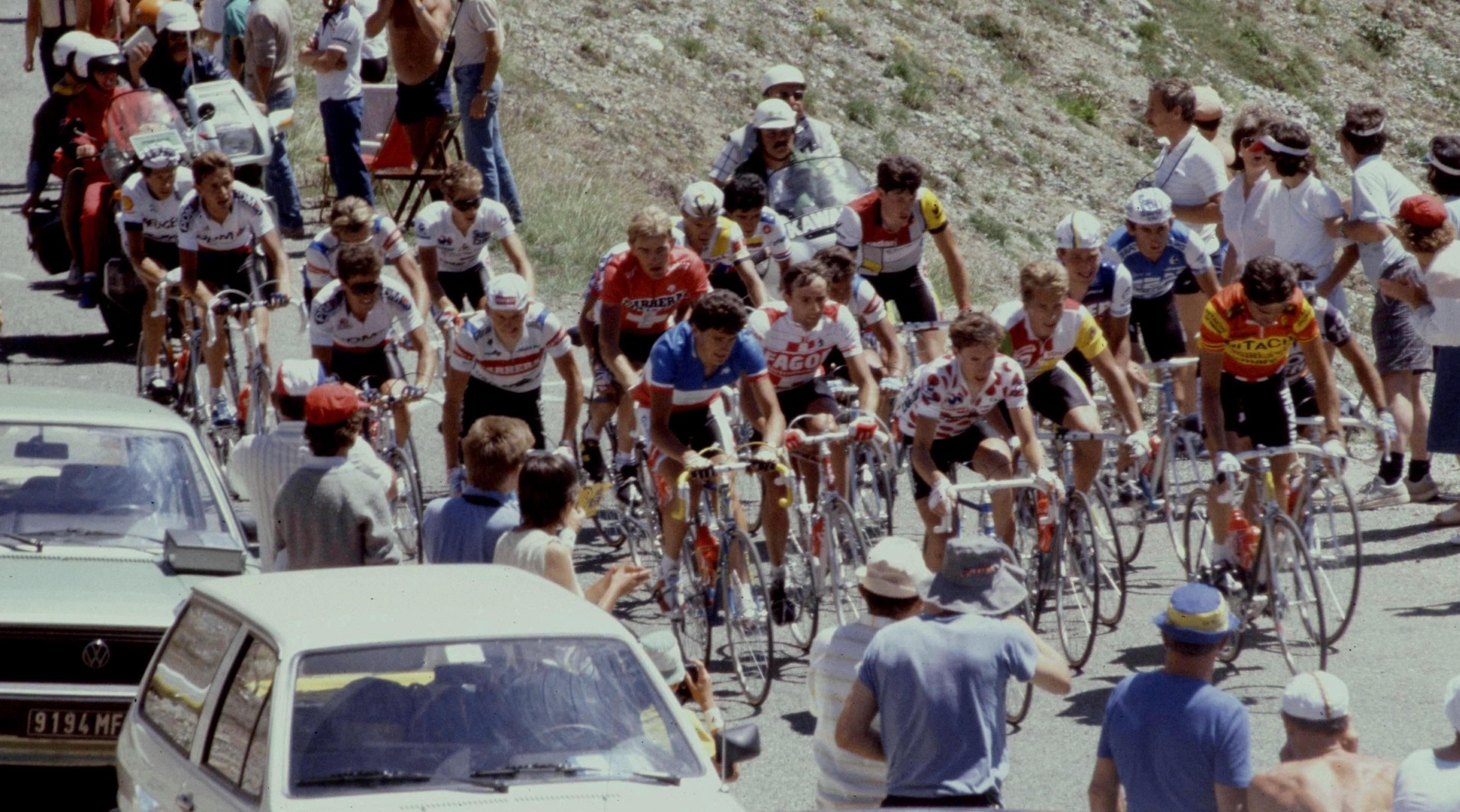
Greg LeMond (derrière le maillot à pois rouge de Robert Millar) à la conquête du maillot jaune lors de l'étape menant au col du Granon.

Mais dès les premières étapes, Hinault impressionne notamment lors de l'étape contre-la-montre de Nantes où il devance l'Américain. LeMond semble effacé par le duel Hinault-Fignon qui attire l’attention des médias. Lors de la première étape de montagne, Hinault assomme la course. Il arrive à Pau avec Pedro Delgado et quatre minutes d’avance sur ses adversaires. Laurent Fignon est à la dérive et abandonnera le lendemain. À la moitié du Tour, Hinault compte plus de cinq minutes d’avance sur son dauphin, Greg LeMond. Pour la plupart des suiveurs, la course paraît gagnée, Hinault file vers une sixième victoire (record inégalé). Fidèle à sa réputation, il veut écraser le Tour et continue d’attaquer à tout-va. Mais, peut-être trop confiant, le coureur breton s’effondre dans la montée vers Superbagnères. En une montée, LeMond lui a repris presque tout son retard. Les deux hommes sont au coude à coude au général.
Les Alpes serviront de juge de paix tandis que l’ambiance est délétère entre les deux hommes, chacun ayant une partie des coureurs avec lui. Dans la 17e étape menant au col du Granon, Hinault souffrant du genou est lâché. Il doit abandonner le maillot jaune à l'Américain. Le 21 juillet 1986, jour de l’étape de l’Alpe d’Huez, Hinault attaque encore suivi de LeMond. Col après col, le peloton explose et les deux hommes se retrouvent seuls en tête avant même la montée de l’Alpe. L’arrivée est mythique : les deux champions passent la ligne main dans la main et LeMond offre la victoire d’étape à Hinault. La concurrence est écrasée. Le Suisse Urs Zimmermann qui finira troisième à Paris termine à plus de cinq minutes. Le lendemain, le journal L'Équipe titre : Un aigle à deux têtes.
Mais Hinault est insatiable. Il affirme que la course est encore ouverte. Malgré une dernière tentative victorieuse lors de l’ultime contre-la-montre à Saint-Étienne, Hinault ne peut empêcher LeMond de devenir le premier Américain à remporter le Tour. Contrairement à ce qu’il affirmera longtemps, Hinault a bel et bien voulu gagner ce tour[réf. nécessaire].

## Étapes

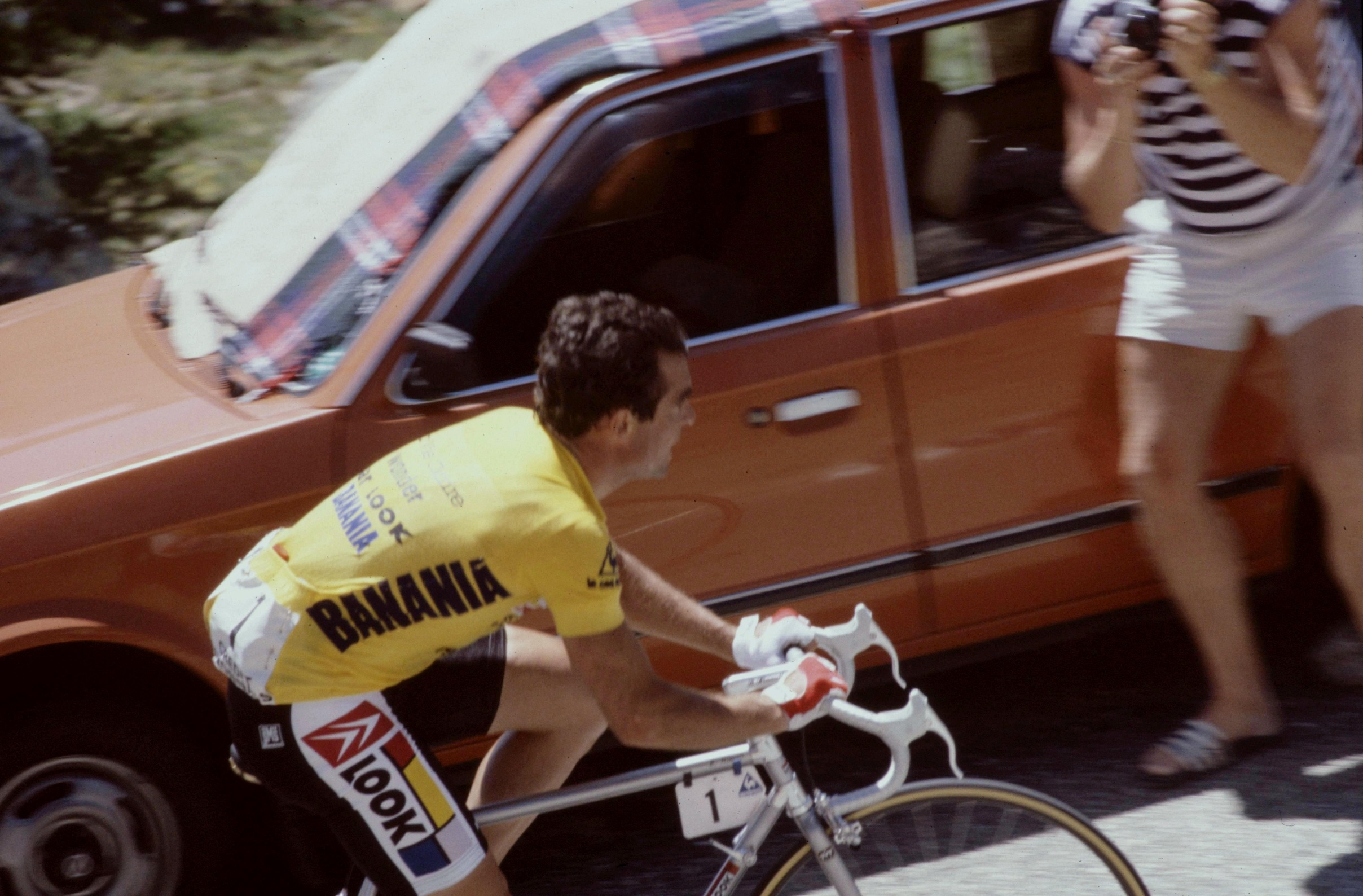
Bernard Hinault dans le col de l'Izoard lors du Tour de France 1986.

| Étape,    | Date       | Villes étapes                                  |                              | Distance (km)    | Vainqueur d’étape     | Leader du classement général |
| --------- | ---------- | ---------------------------------------------- | ---------------------------- | ---------------- | --------------------- | ---------------------------- |
| Prologue  | 4 juillet  | Boulogne-Billancourt – Boulogne-Billancourt    | Contre-la-montre individuel  | 4,6              | Thierry Marie         | Thierry Marie                |
| 1re étape | 5 juillet  | Nanterre – Sceaux                              | Étape de plaine              | 85               | Pol Verschuere        | Alex Stieda                  |
| 2e étape  | 5 juillet  | Meudon – Saint-Quentin-en-Yvelines             | Contre-la-montre par équipes | 56               | Système U             | Thierry Marie                |
| 3e étape  | 6 juillet  | Levallois-Perret – Liévin                      | Étape de plaine              | 214              | Davis Phinney         | Thierry Marie                |
| 4e étape  | 7 juillet  | Liévin – Évreux                                | Étape de plaine              | 243              | Pello Ruiz Cabestany  | Dominique Gaigne             |
| 5e étape  | 8 juillet  | Évreux – Villers-sur-Mer                       | Étape de plaine              | 124,5            | Johan van der Velde   | Johan van der Velde          |
| 6e étape  | 9 juillet  | Villers-sur-Mer – Cherbourg                    | Étape de plaine              | 200              | Guido Bontempi        | Johan van der Velde          |
| 7e étape  | 10 juillet | Cherbourg – Saint-Hilaire-du-Harcouët          | Étape de plaine              | 201              | Ludo Peeters          | Jørgen Vagn Pedersen         |
| 8e étape  | 11 juillet | Saint-Hilaire-du-Harcouët – Nantes             | Étape de plaine              | 204              | Eddy Planckaert       | Jørgen Vagn Pedersen         |
| 9e étape  | 12 juillet | Nantes – Nantes                                | Contre-la-montre individuel  | 61,5             | Bernard Hinault       | Jørgen Vagn Pedersen         |
| 10e étape | 13 juillet | Nantes – Jaunay-Clan - Parc du Futur           | Étape de plaine              | 183              | José Ángel Sarrapio   | Jørgen Vagn Pedersen         |
| 11e étape | 14 juillet | Poitiers – Bordeaux                            | Étape de plaine              | 258,5            | Rudy Dhaenens         | Jørgen Vagn Pedersen         |
| 12e étape | 15 juillet | Bayonne – Pau                                  | Étape de montagne            | 217,5            | Pedro Delgado         | Bernard Hinault              |
| 13e étape | 16 juillet | Pau – Luchon-Superbagnères                     | Étape de montagne            | 186              | Greg LeMond           | Bernard Hinault              |
| 14e étape | 17 juillet | Luchon – Blagnac                               | Étape de plaine              | 154              | Niki Rüttimann        | Bernard Hinault              |
| 15e étape | 18 juillet | Carcassonne – Nîmes                            | Étape de plaine              | 225,5            | Frank Hoste           | Bernard Hinault              |
| 16e étape | 19 juillet | Nîmes – Gap                                    | Étape de plaine              | 246,5            | Jean-François Bernard | Bernard Hinault              |
| 17e étape | 20 juillet | Gap – Serre Chevalier - Col du Granon          | Étape de montagne            | 179,5            | Eduardo Chozas        | Greg LeMond                  |
| 18e étape | 21 juillet | Briançon – L'Alpe-d'Huez                       | Étape de montagne            | 162,5            | Bernard Hinault       | Greg LeMond                  |
|           | 22 juillet | L'Alpe-d'Huez                                  | Jour de repos                | Journée de repos | Journée de repos      | Journée de repos             |
| 19e étape | 23 juillet | Villard-de-Lans – Saint-Étienne                | Étape de plaine              | 179,5            | Julián Gorospe        | Greg LeMond                  |
| 20e étape | 24 juillet | Saint-Étienne – Saint-Étienne                  | Contre-la-montre individuel  | 58               | Bernard Hinault       | Greg LeMond                  |
| 21e étape | 25 juillet | Saint-Étienne – Puy de Dôme                    | Étape de montagne            | 190              | Erich Maechler        | Greg LeMond                  |
| 22e étape | 26 juillet | Clermont-Ferrand – Nevers                      | Étape de plaine              | 194              | Guido Bontempi        | Greg LeMond                  |
| 23e étape | 27 juillet | Cosne-Cours-sur-Loire - Paris - Champs-Élysées | Étape de plaine              | 255              | Guido Bontempi        | Greg LeMond                  |

## Classements

### Classement général final
| Classement général | Classement général      | Classement général | Classement général          | Classement général   |
|                    | Coureur                 | Pays               | Équipe                      | Temps                |
| ------------------ | ----------------------- | ------------------ | --------------------------- | -------------------- |
| 1er                | Greg LeMond             | États-Unis         | La Vie Claire-Wonder-Radar  | en 110 h 35 min 19 s |
| 2e                 | Bernard Hinault         | France             | La Vie Claire-Wonder-Radar  | + 3 min 10 s         |
| 3e                 | Urs Zimmermann          | Suisse             | Carrera-Vagabond            | + 10 min 54 s        |
| 4e                 | Andrew Hampsten         | États-Unis         | La Vie Claire-Wonder-Radar  | + 18 min 44 s        |
| 5e                 | Claude Criquielion      | Belgique           | Hitachi-Robland             | + 24 min 36 s        |
| 6e                 | Ronan Pensec            | France             | Peugeot-Shell-Michelin      | + 25 min 59 s        |
| 7e                 | Niki Rüttimann          | Suisse             | La Vie Claire-Wonder-Radar  | + 30 min 52 s        |
| 8e                 | Álvaro Pino             | Espagne            | Zor-BH                      | + 33 min 0 s         |
| 9e                 | Steven Rooks            | Pays-Bas           | PDM-Concorde                | + 33 min 22 s        |
| 10e                | Yvon Madiot             | France             | Système U                   | + 33 min 27 s        |
| 11e                | Samuel Cabrera          | Colombie           | Reynolds-TS Batteries       | + 35 min 28 s        |
| 12e                | Jean-François Bernard   | France             | La Vie Claire-Wonder-Radar  | + 35 min 45 s        |
| 13e                | Pascal Simon            | France             | Peugeot-Shell-Michelin      | + 37 min 44 s        |
| 14e                | Eduardo Chozas          | Espagne            | Teka                        | + 38 min 48 s        |
| 15e                | Reynel Montoya          | Colombie           | Postobón-Ryalcao            | + 45 min 36 s        |
| 16e                | Charly Mottet           | France             | Système U                   | + 45 min 58 s        |
| 17e                | Thierry Claveyrolat     | France             | RMO-Cycles Méra-Mavic       | + 46 min 0 s         |
| 18e                | Marino Lejarreta        | Espagne            | Seat-Orbea                  | + 49 min 9 s         |
| 19e                | Jean-Claude Bagot       | France             | Fagor                       | + 51 min 38 s        |
| 20e                | Éric Caritoux           | France             | Fagor                       | + 52 min 39 s        |
| 21e                | José Patrocinio Jiménez | Colombie           | Café de Colombia-Varta      | + 55 min 42 s        |
| 22e                | Luis Herrera            | Colombie           | Café de Colombia-Varta      | + 56 min 0 s         |
| 23e                | Steve Bauer             | Canada             | La Vie Claire-Wonder-Radar  | + 56 min 2 s         |
| 24e                | Joop Zoetemelk          | Pays-Bas           | Kwantum Hallen-Decosol-Yoko | + 57 min 4 s         |
| 25e                | Jesús Blanco Villar     | Espagne            | Teka                        | + 1 h 3 min 16 s     |
| modifier           |                         |                    |                             |                      |

### Classements annexes finals
| Classement par points, | Classement par points,     | Classement par points, | Classement par points,     | Classement par points, |
| ---------------------- | -------------------------- | ---------------------- | -------------------------- | ---------------------- |
|                        | Coureur                    | Pays                   | Équipe                     | Point(s)               |
| 1er                    | Eric Vanderaerden          | Belgique               | Panasonic                  | 277 points             |
| 2e                     | Jozef Lieckens             | Belgique               | Joker-Emerxil-Eddy Merckx  | 232 pts                |
| 3e                     | Bernard Hinault            | France                 | La Vie Claire-Wonder-Radar | 210 pts                |
| 4e                     | Greg LeMond                | États-Unis             | La Vie Claire-Wonder-Radar | 210 pts                |
| 5e                     | Guido Bontempi             | Italie                 | Carrera-Vagabond           | 166 pts                |
| 6e                     | Claude Criquielion         | Belgique               | Hitachi-Robland            | 156 pts                |
| 7e                     | Jean-Philippe Vandenbrande | Belgique               | Hitachi-Robland            | 149 pts                |
| 8e                     | Frank Hoste                | Belgique               | Fagor                      | 146 pts                |
| 9e                     | Steve Bauer                | Canada                 | La Vie Claire-Wonder-Radar | 132 pts                |
| 10e                    | Urs Zimmermann             | Suisse                 | Carrera-Vagabond           | 125 pts                |
| modifier               |                            |                        |                            |                        |

| Classement du meilleur grimpeur, | Classement du meilleur grimpeur, | Classement du meilleur grimpeur, | Classement du meilleur grimpeur, | Classement du meilleur grimpeur, |
| -------------------------------- | -------------------------------- | -------------------------------- | -------------------------------- | -------------------------------- |
|                                  | Coureur                          | Pays                             | Équipe                           | Point(s)                         |
| 1er                              | Bernard Hinault                  | France                           | La Vie Claire-Wonder-Radar       | 351 points                       |
| 2e                               | Luis Herrera                     | Colombie                         | Café de Colombia-Varta           | 270 pts                          |
| 3e                               | Greg LeMond                      | États-Unis                       | La Vie Claire-Wonder-Radar       | 265 pts                          |
| 4e                               | Urs Zimmermann                   | Suisse                           | Carrera-Vagabond                 | 191 pts                          |
| 5e                               | Eduardo Chozas                   | Espagne                          | Teka                             | 172 pts                          |
| 6e                               | Samuel Cabrera                   | Colombie                         | Reynolds-TS Batteries            | 162 pts                          |
| 7e                               | Ronan Pensec                     | France                           | Peugeot-Shell-Michelin           | 139 pts                          |
| 8e                               | Andrew Hampsten                  | États-Unis                       | La Vie Claire-Wonder-Radar       | 133 pts                          |
| 9e                               | Claude Criquielion               | Belgique                         | Hitachi-Robland                  | 123 pts                          |
| 10e                              | Jean-François Bernard            | France                           | La Vie Claire-Wonder-Radar       | 105 pts                          |
| modifier                         |                                  |                                  |                                  |                                  |

| Classement des néophytes, | Classement des néophytes, | Classement des néophytes, | Classement des néophytes,  | Classement des néophytes, |
|                           | Coureur                   | Pays                      | Équipe                     | Temps                     |
| ------------------------- | ------------------------- | ------------------------- | -------------------------- | ------------------------- |
| 1er                       | Andrew Hampsten           | États-Unis                | La Vie Claire-Wonder-Radar | en 110 h 54 min 3 s       |
| 2e                        | Ronan Pensec              | France                    | Peugeot-Shell-Michelin     | + 7 min 15 s              |
| 3e                        | Jean-François Bernard     | France                    | La Vie Claire-Wonder-Radar | + 17 min 1 s              |
| 4e                        | Jesús Blanco Villar       | Espagne                   | Teka                       | + 44 min 32 s             |
| 5e                        | Peter Stevenhaagen        | Pays-Bas                  | PDM-Concorde               | + 51 min 56 s             |
| 6e                        | Primož Čerin              | Yougoslavie               | Malvor-Bottecchia-Sidi     | + 55 min 56 s             |
| 7e                        | Dag Otto Lauritzen        | Norvège                   | Peugeot-Shell-Michelin     | + 57 min 3 s              |
| 8e                        | Silvano Contini           | Italie                    | Gis Gelati-Oece            | + 1 h 3 min 34 s          |
| 9e                        | Heriberto Urán (en)       | Colombie                  | Postobón-Ryalcao           | + 1 h 17 min 51 s         |
| 10e                       | Jean-Claude Leclercq      | France                    | Kas                        | + 1 h 21 min 59 s         |
| modifier                  |                           |                           |                            |                           |

| Classement des sprints intermédiaires | Classement des sprints intermédiaires | Classement des sprints intermédiaires | Classement des sprints intermédiaires | Classement des sprints intermédiaires |
| ------------------------------------- | ------------------------------------- | ------------------------------------- | ------------------------------------- | ------------------------------------- |
|                                       | Coureur                               | Pays                                  | Équipe                                | Point(s)                              |
| 1er                                   | Gerrit Solleveld                      | Pays-Bas                              | Kwantum Hallen-Decosol-Yoko           | 305 points                            |
| 2e                                    | Dirk De Wolf                          | Belgique                              | Hitachi-Robland                       | 170 pts                               |
| 3e                                    | Dominique Arnaud                      | France                                | Reynolds-TS Batteries                 | 145 pts                               |
| 4e                                    | Johan van der Velde                   | Pays-Bas                              | Panasonic                             | 86 pts                                |
| 5e                                    | Julián Gorospe                        | Espagne                               | Reynolds-TS Batteries                 | 60 pts                                |
| 6e                                    | Régis Simon                           | France                                | RMO-Cycles Méra-Mavic                 | 57 pts                                |
| 7e                                    | Adri van der Poel                     | Pays-Bas                              | Kwantum Hallen-Decosol-Yoko           | 55 pts                                |
| 8e                                    | Guido Winterberg                      | Suisse                                | La Vie Claire-Wonder-Radar            | 50 pts                                |
| 9e                                    | Greg LeMond                           | États-Unis                            | La Vie Claire-Wonder-Radar            | 49 pts                                |
| 10e                                   | Eduardo Chozas                        | Espagne                               | Teka                                  | 45 pts                                |
| modifier                              |                                       |                                       |                                       |                                       |

#### Classement du combiné
| Classement du combiné, | Classement du combiné, | Classement du combiné, | Classement du combiné,     | Classement du combiné, |
| ---------------------- | ---------------------- | ---------------------- | -------------------------- | ---------------------- |
|                        | Coureur                | Pays                   | Équipe                     | Point(s)               |
| 1er                    | Greg LeMond            | États-Unis             | La Vie Claire-Wonder-Radar | 87 points              |
| 2e                     | Bernard Hinault        | France                 | La Vie Claire-Wonder-Radar | 87 pts                 |
| 3e                     | Claude Criquielion     | Belgique               | Hitachi-Robland            | 68 pts                 |
| 4e                     | Urs Zimmermann         | Suisse                 | Carrera-Vagabond           | 61 pts                 |
| 5e                     | Andrew Hampsten        | États-Unis             | La Vie Claire-Wonder-Radar | 59 pts                 |
| 6e                     | Jean-François Bernard  | France                 | La Vie Claire-Wonder-Radar | 54 pts                 |
| 7e                     | Eduardo Chozas         | Espagne                | Teka                       | 49 pts                 |
| 8e                     | Julián Gorospe         | Espagne                | Reynolds-TS Batteries      | 45 pts                 |
| 9e                     | Ronan Pensec           | France                 | Peugeot-Shell-Michelin     | 41 pts                 |
| 10e                    | Samuel Cabrera         | Colombie               | Reynolds-TS Batteries      | 38 pts                 |
| modifier               |                        |                        |                            |                        |

| Classement par équipes, | Classement par équipes,    | Classement par équipes, | Classement par équipes, |
|                         | Équipe                     | Pays                    | Temps                   |
| ----------------------- | -------------------------- | ----------------------- | ----------------------- |
| 1re                     | La Vie Claire-Wonder-Radar | France                  | en 331 h 35 min 48 s    |
| 2e                      | Peugeot-Shell-Michelin     | France                  | + 1 h 51 min 50 s       |
| 3e                      | Système U                  | France                  | + 2 h 0 min 50 s        |
| 4e                      | PDM-Concorde               | Pays-Bas                | + 2 h 23 min 50 s       |
| 5e                      | Carrera-Vagabond           | Italie                  | + 2 h 26 min 36 s       |
| 6e                      | Fagor                      | France                  | + 2 h 28 min 52 s       |
| 7e                      | Panasonic                  | Pays-Bas                | + 2 h 31 min 8 s        |
| 8e                      | Teka                       | Espagne                 | + 2 h 43 min 36 s       |
| 9e                      | Zor-BH                     | Espagne                 | + 2 h 43 min 36 s       |
| 10e                     | Café de Colombia-Varta     | Colombie                | + 2 h 55 min 45 s       |
| modifier                |                            |                         |                         |

| Classement par équipes par points, | Classement par équipes par points, | Classement par équipes par points, | Classement par équipes par points, | Classement par équipes par points, |
|                                    | Équipes                            | Pays                               |                                    | Point(s)                           |
| ---------------------------------- | ---------------------------------- | ---------------------------------- | ---------------------------------- | ---------------------------------- |
| 1re                                | Panasonic                          | Pays-Bas                           |                                    | 1 523                              |
| 2e                                 | La Vie Claire-Wonder-Radar         | France                             |                                    | 1 674                              |
| 3e                                 | Kas                                | Espagne                            |                                    | 1 869                              |
| 4e                                 | Seat-Orbea                         | Espagne                            |                                    | 2 110                              |
| 5e                                 | Fagor                              | France                             |                                    | 2 124                              |
| 6e                                 | Hitachi-Robland                    | Belgique                           |                                    | 2 149                              |
| 7e                                 | Système U                          | France                             |                                    | 2 243                              |
| 8e                                 | Carrera-Vagabond                   | Italie                             |                                    | 2 263                              |
| 9e                                 | Peugeot-Shell-Michelin             | France                             |                                    | 2 342                              |
| 10e                                | Joker-Emerxil-Eddy Merckx          | Belgique                           |                                    | 2 483                              |
| modifier                           |                                    |                                    |                                    |                                    |

### Évolution des classements
| Étape              | Vainqueur             | Classement général   | Classement par points | Classement de la montagne | Classement du meilleur jeune | Classement du combiné | Classement des sprints intermédiaires | Classement par équipes     | Classement par équipes | Classement de la combativité |
| Étape              | Vainqueur             | Classement général   | Classement par points | Classement de la montagne | Classement du meilleur jeune | Classement du combiné | Classement des sprints intermédiaires | au temps                   | aux points             | Classement de la combativité |
| ------------------ | --------------------- | -------------------- | --------------------- | ------------------------- | ---------------------------- | --------------------- | ------------------------------------- | -------------------------- | ---------------------- | ---------------------------- |
| P                  | Thierry Marie         | Thierry Marie        | Thierry Marie         | Non décerné               | Jesús Blanco Villar          | Thierry Marie         | Non décerné                           | Système U                  | Système U              | Non décerné                  |
| 1                  | Pol Verschuere        | Alex Stieda          | Eric Vanderaerden     | Alex Stieda               | Alex Stieda                  | Alex Stieda           | Alex Stieda                           | Système U                  | Système U              | Alex Stieda                  |
| 2                  | Système U             | Thierry Marie        | Eric Vanderaerden     | Alex Stieda               | Éric Boyer                   | Alex Stieda           | Alex Stieda                           | Système U                  | Système U              | Non décerné                  |
| 3                  | Davis Phinney         | Thierry Marie        | Eric Vanderaerden     | Alex Stieda               | Éric Boyer                   | Alex Stieda           | Alex Stieda                           | Système U                  | Système U              | Federico Echave              |
| 4                  | Pello Ruiz Cabestany  | Dominique Gaigne     | Eric Vanderaerden     | Alex Stieda               | Éric Boyer                   | Eric Vanderaerden     | Gerrit Solleveld                      | Système U                  | Kas                    | Régis Simon                  |
| 5                  | Johan van der Velde   | Johan van der Velde  | Eric Vanderaerden     | Alex Stieda               | Éric Boyer                   | Johan van der Velde   | Gerrit Solleveld                      | Système U                  | Panasonic              | Joël Pelier                  |
| 6                  | Guido Bontempi        | Johan van der Velde  | Eric Vanderaerden     | Régis Simon               | Éric Boyer                   | Johan van der Velde   | Gerrit Solleveld                      | Système U                  | Kas                    | Bruno Leali                  |
| 7                  | Ludo Peeters          | Jørgen Vagn Pedersen | Eric Vanderaerden     | Régis Simon               | Éric Boyer                   | Johan van der Velde   | Gerrit Solleveld                      | Carrera-Vagabond           | Kas                    | Miguel Induráin              |
| 8                  | Eddy Planckaert       | Jørgen Vagn Pedersen | Eric Vanderaerden     | Régis Simon               | Éric Boyer                   | Johan van der Velde   | Gerrit Solleveld                      | Carrera-Vagabond           | Panasonic              | Bernard Vallet               |
| 9                  | Bernard Hinault       | Jørgen Vagn Pedersen | Eric Vanderaerden     | Régis Simon               | Bruno Cornillet              | Joël Pelier           | Gerrit Solleveld                      | Carrera-Vagabond           | Panasonic              | Non décerné                  |
| 10                 | José Ángel Sarrapio   | Jørgen Vagn Pedersen | Eric Vanderaerden     | Régis Simon               | Bruno Cornillet              | Joël Pelier           | Gerrit Solleveld                      | Carrera-Vagabond           | Panasonic              | Jean-Claude Bagot            |
| 11                 | Rudy Dhaenens         | Jørgen Vagn Pedersen | Eric Vanderaerden     | Régis Simon               | Bruno Cornillet              | Joël Pelier           | Gerrit Solleveld                      | Carrera-Vagabond           | Panasonic              | Sean Yates                   |
| 12                 | Pedro Delgado         | Bernard Hinault      | Eric Vanderaerden     | Ronan Pensec              | Jean-François Bernard        | Bernard Hinault       | Gerrit Solleveld                      | La Vie Claire-Wonder-Radar | Panasonic              | Bernard Hinault              |
| 13                 | Greg LeMond           | Bernard Hinault      | Eric Vanderaerden     | Robert Millar             | Andrew Hampsten              | Bernard Hinault       | Gerrit Solleveld                      | La Vie Claire-Wonder-Radar | Panasonic              | Dominique Arnaud             |
| 14                 | Niki Rüttimann        | Bernard Hinault      | Eric Vanderaerden     | Robert Millar             | Andrew Hampsten              | Greg LeMond           | Gerrit Solleveld                      | La Vie Claire-Wonder-Radar | Panasonic              | Christophe Lavainne          |
| 15                 | Frank Hoste           | Bernard Hinault      | Eric Vanderaerden     | Robert Millar             | Andrew Hampsten              | Greg LeMond           | Gerrit Solleveld                      | La Vie Claire-Wonder-Radar | Panasonic              | Paul Haghedooren             |
| 16                 | Jean-François Bernard | Bernard Hinault      | Eric Vanderaerden     | Robert Millar             | Andrew Hampsten              | Greg LeMond           | Gerrit Solleveld                      | La Vie Claire-Wonder-Radar | Panasonic              | Julián Gorospe               |
| 17                 | Eduardo Chozas        | Greg LeMond          | Eric Vanderaerden     | Robert Millar             | Andrew Hampsten              | Greg LeMond           | Gerrit Solleveld                      | La Vie Claire-Wonder-Radar | Panasonic              | Eduardo Chozas               |
| 18                 | Bernard Hinault       | Greg LeMond          | Eric Vanderaerden     | Greg LeMond               | Andrew Hampsten              | Greg LeMond           | Gerrit Solleveld                      | La Vie Claire-Wonder-Radar | Panasonic              | Bernard Hinault              |
| 19                 | Julián Gorospe        | Greg LeMond          | Eric Vanderaerden     | Bernard Hinault           | Andrew Hampsten              | Greg LeMond           | Gerrit Solleveld                      | La Vie Claire-Wonder-Radar | Panasonic              | Julián Gorospe               |
| 20                 | Bernard Hinault       | Greg LeMond          | Eric Vanderaerden     | Bernard Hinault           | Andrew Hampsten              | Greg LeMond           | Gerrit Solleveld                      | La Vie Claire-Wonder-Radar | Panasonic              | Non décerné                  |
| 21                 | Erich Maechler        | Greg LeMond          | Eric Vanderaerden     | Bernard Hinault           | Andrew Hampsten              | Greg LeMond           | Gerrit Solleveld                      | La Vie Claire-Wonder-Radar | Panasonic              | Dirk De Wolf                 |
| 22                 | Guido Bontempi        | Greg LeMond          | Eric Vanderaerden     | Bernard Hinault           | Andrew Hampsten              | Greg LeMond           | Gerrit Solleveld                      | La Vie Claire-Wonder-Radar | Panasonic              | Éric Caritoux                |
| 23                 | Guido Bontempi        | Greg LeMond          | Eric Vanderaerden     | Bernard Hinault           | Andrew Hampsten              | Greg LeMond           | Gerrit Solleveld                      | La Vie Claire-Wonder-Radar | Panasonic              | Non décerné                  |
| Classements finals | Classements finals    | Greg LeMond          | Eric Vanderaerden     | Bernard Hinault           | Andrew Hampsten              | Greg LeMond           | Gerrit Solleveld                      | La Vie Claire-Wonder-Radar | Panasonic              | Bernard Hinault              |

## Liste des coureurs
La liste ci-dessous présente les coureurs inscrits par numéro de dossard ainsi que les directeurs sportifs et leurs adjoints.
| Légende | Légende                                                                    | Légende | Légende                                                    |
| ------- | -------------------------------------------------------------------------- | ------- | ---------------------------------------------------------- |
| Num     | Dossard de départ porté par le coureur sur ce Tour                         | Pos     | Position à l'arrivée de la course                          |
|         | Indique un maillot de champion national ou mondial, suivi de sa spécialité | NP      | Indique un coureur qui n'a pas pris le départ de la course |
| AB      | Indique un coureur qui n'a pas terminé la course                           | HD      | Indique un coureur qui a terminé la course hors des délais |

| La Vie Claire-Wonder-Radar                                | La Vie Claire-Wonder-Radar  | La Vie Claire-Wonder-Radar |
| --------------------------------------------------------- | --------------------------- | -------------------------- |
| Num                                                       | Coureur                     | Pos                        |
| 1                                                         | Bernard Hinault (FRA)       | 2e                         |
| 2                                                         | Steve Bauer (CAN)           | 23e                        |
| 3                                                         | Charly Bérard (FRA)         | 44e                        |
| 4                                                         | Jean-François Bernard (FRA) | 12e                        |
| 5                                                         | Andrew Hampsten (USA)       | 4e                         |
| 6                                                         | Philippe Leleu (FRA)        | 97e                        |
| 7                                                         | Greg LeMond (USA)           | 1er                        |
| 8                                                         | Niki Rüttimann (SUI)        | 7e                         |
| 9                                                         | Alain Vigneron (FRA)        | 95e                        |
| 10                                                        | Guido Winterberg (SUI)      | 127e                       |
| Directeurs sportifs : Paul Koechli et Maurice Le Guilloux |                             |                            |

| Carrera-Vagabond                                           | Carrera-Vagabond             | Carrera-Vagabond |
| ---------------------------------------------------------- | ---------------------------- | ---------------- |
| Num                                                        | Coureur                      | Pos              |
| 11                                                         | Stephen Roche (IRL)          | 48e              |
| 12                                                         | Guido Bontempi (ITA)         | 92e              |
| 13                                                         | Beat Breu (SUI)              | 74e              |
| 14                                                         | Davide Cassani (ITA)         | NP-20            |
| 15                                                         | Bruno Leali (ITA)            | 73e              |
| 16                                                         | Erich Maechler (SUI)         | 49e              |
| 17                                                         | Jørgen Vagn Pedersen (DEN)   | 77e              |
| 18                                                         | Francesco Rossignoli (ITA)   | 109e             |
| 19                                                         | Eddy Schepers (BEL)          | 37e              |
| 20                                                         | Urs Zimmermann (SUI) (Route) | 3e               |
| Directeurs sportifs : Davide Boifava et Sandro Quintarelli |                              |                  |

| Kas                                                        | Kas                          | Kas   |
| ---------------------------------------------------------- | ---------------------------- | ----- |
| Num                                                        | Coureur                      | Pos   |
| 21                                                         | Jörg Müller (SUI)            | 99e   |
| 22                                                         | Patrice Esnault (FRA)        | HD-6  |
| 23                                                         | Dominique Garde (FRA)        | 45e   |
| 24                                                         | Jean-Claude Garde (FRA)      | 57e   |
| 25                                                         | Iñaki Gastón (ESP)           | 75e   |
| 26                                                         | Éric Guyot (FRA)             | AB-14 |
| 27                                                         | Jean-Claude Leclercq (FRA)   | 56e   |
| 28                                                         | Joël Pelier (FRA)            | NP-18 |
| 29                                                         | Jean-Luc Vandenbroucke (BEL) | 119e  |
| 30                                                         | Frédéric Vichot (FRA)        | 100e  |
| Directeurs sportifs : Jean de Gribaldy et Christian Rumeau |                              |       |

| Panasonic                                             | Panasonic                    | Panasonic |
| ----------------------------------------------------- | ---------------------------- | --------- |
| Num                                                   | Coureur                      | Pos       |
| 31                                                    | Robert Millar (GBR)          | AB-21     |
| 32                                                    | Phil Anderson (AUS)          | 39e       |
| 33                                                    | Jos Lammertink (NED) (Route) | AB-4      |
| 34                                                    | Henk Lubberding (NED)        | NP-13     |
| 35                                                    | Guy Nulens (BEL)             | 54e       |
| 36                                                    | Eddy Planckaert (BEL)        | AB-12     |
| 37                                                    | Eric Vanderaerden (BEL)      | 125e      |
| 38                                                    | Johan van der Velde (NED)    | 52e       |
| 39                                                    | Eric Van Lancker (BEL)       | 89e       |
| 40                                                    | Peter Winnen (NED)           | AB-21     |
| Directeurs sportifs : Peter Post et Walter Planckaert |                              |           |

| Système U                                                | Système U                 | Système U |
| -------------------------------------------------------- | ------------------------- | --------- |
| Num                                                      | Coureur                   | Pos       |
| 41                                                       | Laurent Fignon (FRA)      | NP-13     |
| 42                                                       | Laurent Biondi (FRA)      | AB-16     |
| 43                                                       | Alain Bondue (FRA)        | 124e      |
| 44                                                       | Éric Boyer (FRA)          | 98e       |
| 45                                                       | Dominique Gaigne (FRA)    | 85e       |
| 46                                                       | Bernard Gavillet (SUI)    | 28e       |
| 47                                                       | Christophe Lavainne (FRA) | 88e       |
| 48                                                       | Yvon Madiot (FRA) (Route) | 10e       |
| 49                                                       | Thierry Marie (FRA)       | 108e      |
| 50                                                       | Charly Mottet (FRA)       | 16e       |
| Directeurs sportifs : Cyrille Guimard et Bernard Quilfen |                           |           |

| PDM-Concorde                                           | PDM-Concorde              | PDM-Concorde |
| ------------------------------------------------------ | ------------------------- | ------------ |
| Num                                                    | Coureur                   | Pos          |
| 51                                                     | Pedro Delgado (ESP)       | AB-18        |
| 52                                                     | Wim Arras (BEL)           | HD-2         |
| 53                                                     | Henk Boeve (nl) (NED)     | AB-16        |
| 54                                                     | Gerrie Knetemann (NED)    | 84e          |
| 55                                                     | Steven Rooks (NED)        | 9e           |
| 56                                                     | Jan Siemons (NED)         | HD-2         |
| 57                                                     | Peter Stevenhaagen (NED)  | 29e          |
| 58                                                     | Marc van Orsouw (NED)     | HD-2         |
| 59                                                     | Jan van Wijk (en) (NED)   | 90e          |
| 60                                                     | Gerard Veldscholten (NED) | 61e          |
| Directeurs sportifs : Roy Schuiten et Jan Gisbers (nl) |                           |              |

| Café de Colombia-Varta                                     | Café de Colombia-Varta        | Café de Colombia-Varta |
| ---------------------------------------------------------- | ----------------------------- | ---------------------- |
| Num                                                        | Coureur                       | Pos                    |
| 61                                                         | Luis Herrera (COL)            | 22e                    |
| 62                                                         | Rafael Acevedo (COL)          | HD-2                   |
| 63                                                         | Edgar Corredor (COL)          | HD-18                  |
| 64                                                         | Alfonso Flórez (COL)          | 27e                    |
| 65                                                         | José Patrocinio Jiménez (COL) | 21e                    |
| 66                                                         | Marco Antonio León (en) (COL) | 86e                    |
| 67                                                         | Alfonso López (en) (COL)      | HD-2                   |
| 68                                                         | Fabio Parra (COL)             | AB-4                   |
| 69                                                         | Abelardo Rondón (COL)         | HD-2                   |
| 70                                                         | Pedro Soler (en) (COL)        | HD-2                   |
| Directeurs sportifs : Raphaël Géminiani et Jorge Tenjo (d) |                               |                        |

| Reynolds-TS Batteries                                        | Reynolds-TS Batteries        | Reynolds-TS Batteries |
| ------------------------------------------------------------ | ---------------------------- | --------------------- |
| Num                                                          | Coureur                      | Pos                   |
| 71                                                           | José Luis Laguía (ESP)       | 121e                  |
| 72                                                           | Dominique Arnaud (FRA)       | 76e                   |
| 73                                                           | Samuel Cabrera (COL)         | 11e                   |
| 74                                                           | Marc Gomez (FRA)             | 123e                  |
| 75                                                           | Julián Gorospe (ESP)         | 79e                   |
| 76                                                           | Anastasio Greciano (ESP)     | AB-15                 |
| 77                                                           | Carlos Hernández Bailo (ESP) | 53e                   |
| 78                                                           | Jesús Hernández Úbeda (ESP)  | 117e                  |
| 79                                                           | Miguel Indurain (ESP)        | AB-12                 |
| 80                                                           | Celestino Prieto (ESP)       | NP-15                 |
| Directeurs sportifs : José Miguel Echavarri et Eusebio Unzué |                              |                       |

| Peugeot-Shell-Michelin                                | Peugeot-Shell-Michelin        | Peugeot-Shell-Michelin |
| ----------------------------------------------------- | ----------------------------- | ---------------------- |
| Num                                                   | Coureur                       | Pos                    |
| 81                                                    | Pascal Simon (FRA)            | 13e                    |
| 82                                                    | Frédéric Brun (FRA)           | 107e                   |
| 83                                                    | Bruno Cornillet (FRA)         | HD-18                  |
| 84                                                    | Gilbert Duclos-Lassalle (FRA) | AB-12                  |
| 85                                                    | Robert Forest (FRA)           | 35e                    |
| 86                                                    | Gilbert Glaus (SUI)           | AB-15                  |
| 87                                                    | Dag Otto Lauritzen (NOR)      | 34e                    |
| 88                                                    | Éric Louvel (FRA)             | 111e                   |
| 89                                                    | Ronan Pensec (FRA)            | 6e                     |
| 90                                                    | Sean Yates (GBR)              | 112e                   |
| Directeurs sportifs : Roger Legeay et Serge Beucherie |                               |                        |

| Kwantum Hallen-Decosol-Yoko                                | Kwantum Hallen-Decosol-Yoko | Kwantum Hallen-Decosol-Yoko |
| ---------------------------------------------------------- | --------------------------- | --------------------------- |
| Num                                                        | Coureur                     | Pos                         |
| 91                                                         | Joop Zoetemelk (NED)        | 24e                         |
| 92                                                         | Maarten Ducrot (NED)        | 81e                         |
| 93                                                         | Nico Emonds (BEL)           | 70e                         |
| 94                                                         | Jelle Nijdam (NED)          | HD-6                        |
| 95                                                         | Ludo Peeters (BEL)          | 69e                         |
| 96                                                         | Twan Poels (NED)            | 65e                         |
| 97                                                         | Cees Priem (NED)            | AB-12                       |
| 98                                                         | Luc Roosen (BEL)            | 103e                        |
| 99                                                         | Gerrit Solleveld (NED)      | 101e                        |
| 100                                                        | Adrie van der Poel (NED)    | 110e                        |
| Directeurs sportifs : Jan Raas et Hilaire Van Der Schueren |                             |                             |

| Joker-Emerxil-Eddy Merckx                                  | Joker-Emerxil-Eddy Merckx   | Joker-Emerxil-Eddy Merckx |
| ---------------------------------------------------------- | --------------------------- | ------------------------- |
| Num                                                        | Coureur                     | Pos                       |
| 101                                                        | Marc Sergeant (BEL) (Route) | AB-17                     |
| 102                                                        | Carlo Bomans (BEL)          | AB-17                     |
| 103                                                        | Michel Dernies (BEL)        | 113e                      |
| 104                                                        | Paul Haghedooren (BEL)      | 67e                       |
| 105                                                        | Jozef Lieckens (BEL)        | 129e                      |
| 106                                                        | André Lurquin (nl) (BEL)    | HD-2                      |
| 107                                                        | Eric McKenzie (NZL)         | AB-18                     |
| 108                                                        | Jan Nevens (BEL)            | 51e                       |
| 109                                                        | Wim Van Eynde (BEL)         | 102e                      |
| 110                                                        | Ronny Van Holen (BEL)       | AB-16                     |
| Directeurs sportifs : Walter Godefroot et Patrick Lefevere |                             |                           |

| Hitachi-Robland                                                 | Hitachi-Robland                  | Hitachi-Robland |
| --------------------------------------------------------------- | -------------------------------- | --------------- |
| Num                                                             | Coureur                          | Pos             |
| 111                                                             | Claude Criquielion (BEL)         | 5e              |
| 112                                                             | Philippe Delaurier (FRA)         | HD-13           |
| 113                                                             | Hendrik Devos (BEL)              | 43e             |
| 114                                                             | Dirk De Wolf (BEL)               | 64e             |
| 115                                                             | Rudy Dhaenens (BEL)              | 122e            |
| 116                                                             | Jos Haex (BEL)                   | 78e             |
| 117                                                             | Stefan Morjean (BEL)             | HD-16           |
| 118                                                             | Rudy Rogiers (BEL)               | 104e            |
| 119                                                             | Jean-Philippe Vandenbrande (BEL) | 58e             |
| 120                                                             | Jan Wijnants (BEL)               | 105e            |
| Directeurs sportifs : Albert De Kimpe (d) et Joseph Braeckevelt |                                  |                 |

| Zor-BH                                                              | Zor-BH                       | Zor-BH |
| ------------------------------------------------------------------- | ---------------------------- | ------ |
| Num                                                                 | Coureur                      | Pos    |
| 121                                                                 | Álvaro Pino (ESP)            | 8e     |
| 122                                                                 | Francisco Antequera (ESP)    | 94e    |
| 123                                                                 | Philippe Bouvatier (FRA)     | AB-15  |
| 124                                                                 | Ángel Camarillo (ESP)        | HD-18  |
| 125                                                                 | Juan Fernández Martín (ESP)  | AB-17  |
| 126                                                                 | Anselmo Fuerte (ESP)         | 31e    |
| 127                                                                 | Francisco Rodríguez (COL)    | HD-3   |
| 128                                                                 | Jesús Rodríguez Magro (ESP)  | 40e    |
| 129                                                                 | Juan Carlos Rozas (en) (ESP) | 59e    |
| 130                                                                 | Guido Van Calster (BEL)      | 72e    |
| Directeurs sportifs : Javier Mínguez (es) et José Luis López Cerrón |                              |        |

| Fagor                                              | Fagor                         | Fagor |
| -------------------------------------------------- | ----------------------------- | ----- |
| Num                                                | Coureur                       | Pos   |
| 131                                                | Éric Caritoux (FRA)           | 20e   |
| 132                                                | Jean-Claude Bagot (FRA)       | 19e   |
| 133                                                | Jean-René Bernaudeau (FRA)    | 26e   |
| 134                                                | Argemiro Bohórquez (es) (COL) | AB-17 |
| 135                                                | Martin Earley (IRL)           | 46e   |
| 136                                                | Frank Hoste (BEL)             | 116e  |
| 137                                                | François Lemarchand (FRA)     | 68e   |
| 138                                                | Pedro Muñoz (ESP)             | AB-5  |
| 139                                                | Martín Ramírez (COL)          | 42e   |
| 140                                                | Pol Verschuere (BEL)          | AB-14 |
| Directeurs sportifs : Pierre Bazzo et Miguel Gomez |                               |       |

| RMO-Cycles Méra-Mavic                                          | RMO-Cycles Méra-Mavic     | RMO-Cycles Méra-Mavic |
| -------------------------------------------------------------- | ------------------------- | --------------------- |
| Num                                                            | Coureur                   | Pos                   |
| 141                                                            | Thierry Claveyrolat (FRA) | 17e                   |
| 142                                                            | Vincent Barteau (FRA)     | HD-2                  |
| 143                                                            | Francis Castaing (FRA)    | 130e                  |
| 144                                                            | André Chappuis (FRA)      | 118e                  |
| 145                                                            | Jean-Louis Gauthier (FRA) | AB-12                 |
| 146                                                            | Bruno Huger (FRA)         | AB-12                 |
| 147                                                            | Paul Kimmage (IRL)        | 131e                  |
| 148                                                            | Gilles Mas (FRA)          | 47e                   |
| 149                                                            | Régis Simon (FRA)         | 93e                   |
| 150                                                            | Bernard Vallet (FRA)      | 62e                   |
| Directeurs sportifs : Bernard Thévenet et Jean-Claude Vallaeys |                           |                       |

| Postobón-Ryalcao                                            | Postobón-Ryalcao              | Postobón-Ryalcao |
| ----------------------------------------------------------- | ----------------------------- | ---------------- |
| Num                                                         | Coureur                       | Pos              |
| 151                                                         | Omar Hernández (COL)          | AB-12            |
| 152                                                         | Raúl Acosta (en) (COL)        | HD-2             |
| 153                                                         | Israel Corredor (COL)         | 106e             |
| 154                                                         | Carlos Mario Jaramillo (COL)  | 55e              |
| 155                                                         | Sergio Jaramillo (en) (COL)   | HD-2             |
| 156                                                         | Antonio Londoño (COL) (Route) | AB-12            |
| 157                                                         | Gerardo Moncada (COL)         | AB-12            |
| 158                                                         | Reynel Montoya (COL)          | 15e              |
| 159                                                         | Néstor Mora (COL)             | 83e              |
| 160                                                         | Heriberto Urán (en) (COL)     | 50e              |
| Directeurs sportifs : Raúl Mesa (d) et Asdrúbal Salazar (d) |                               |                  |

| Seat-Orbea                                                 | Seat-Orbea                  | Seat-Orbea |
| ---------------------------------------------------------- | --------------------------- | ---------- |
| Num                                                        | Coureur                     | Pos        |
| 161                                                        | Marino Lejarreta (ESP)      | 18e        |
| 162                                                        | Antonio Esparza (ESP)       | 126e       |
| 163                                                        | Mathieu Hermans (NED)       | AB-17      |
| 164                                                        | Pascal Jules (FRA)          | HD-2       |
| 165                                                        | Jokin Mujika (ESP)          | 30e        |
| 166                                                        | Erwin Nijboer (NED)         | AB-18      |
| 167                                                        | Vicente Ridaura (ESP)       | 87e        |
| 168                                                        | Pello Ruiz Cabestany (ESP)  | 36e        |
| 169                                                        | José Salvador Sanchis (ESP) | HD-18      |
| 170                                                        | Jaime Vilamajó (ESP)        | 115e       |
| Directeurs sportifs : Domingo Perurena et José Luis Pascua |                             |            |

| Gis Gelati-Oece                                         | Gis Gelati-Oece           | Gis Gelati-Oece |
| ------------------------------------------------------- | ------------------------- | --------------- |
| Num                                                     | Coureur                   | Pos             |
| 171                                                     | Silvano Contini (ITA)     | 41e             |
| 172                                                     | Marco Giovannetti (ITA)   | AB-12           |
| 173                                                     | Walter Magnago (ITA)      | AB-12           |
| 174                                                     | Palmiro Masciarelli (ITA) | AB-16           |
| 175                                                     | Giuseppe Petito (ITA)     | AB-13           |
| 176                                                     | Marino Polini (ITA)       | AB-17           |
| 177                                                     | Alessandro Pozzi (ITA)    | 91e             |
| 178                                                     | Ennio Salvador (ITA)      | 132e            |
| 179                                                     | Graziano Salvietti (ITA)  | AB-13           |
| 180                                                     | Ennio Vanotti (ITA)       | 66e             |
| Directeurs sportifs : Giorgio Vannucci et Luciano Pezzi |                           |                 |

| Teka                                                                      | Teka                            | Teka  |
| ------------------------------------------------------------------------- | ------------------------------- | ----- |
| Num                                                                       | Coureur                         | Pos   |
| 181                                                                       | Reimund Dietzen (RFA) (Route)   | AB-13 |
| 182                                                                       | Antonio Agudelo (COL)           | 33e   |
| 183                                                                       | Enrique Aja (ESP)               | 60e   |
| 184                                                                       | Guillermo Arenas (es) (ESP)     | AB-13 |
| 185                                                                       | Jesús Blanco Villar (ESP)       | 25e   |
| 186                                                                       | Manuel Cárdenas (es) (COL)      | 71e   |
| 187                                                                       | Eduardo Chozas (ESP)            | 14e   |
| 188                                                                       | Federico Echave (ESP)           | 38e   |
| 189                                                                       | Alfonso Gutiérrez (ESP) (Route) | AB-13 |
| 190                                                                       | Ángel José Sarrapio (ESP)       | AB-13 |
| Directeurs sportifs : José Antonio González Linares et Julio San Emeterio |                                 |       |

| Malvor-Bottecchia-Sidi                              | Malvor-Bottecchia-Sidi        | Malvor-Bottecchia-Sidi |
| --------------------------------------------------- | ----------------------------- | ---------------------- |
| Num                                                 | Coureur                       | Pos                    |
| 191                                                 | Mario Beccia (ITA)            | AB-12                  |
| 192                                                 | Stefano Allocchio (ITA)       | AB-13                  |
| 193                                                 | Pierangelo Bincoletto (ITA)   | 128e                   |
| 194                                                 | Primož Čerin (YUG)            | 32e                    |
| 195                                                 | Acácio da Silva (POR) (Route) | 82e                    |
| 196                                                 | Robert Dill-Bundi (SUI)       | AB-12                  |
| 197                                                 | Renan Ferraro (BRA)           | HD-6                   |
| 198                                                 | Luigi Furlan (ITA)            | AB-17                  |
| 199                                                 | Roberto Pagnin (ITA)          | AB-12                  |
| 200                                                 | Renato Piccolo (ITA)          | AB-12                  |
| Directeurs sportifs : Dino Zandegu et Secondo Volpi |                               |                        |

| 7-Eleven-Hoonved                                    | 7-Eleven-Hoonved          | 7-Eleven-Hoonved |
| --------------------------------------------------- | ------------------------- | ---------------- |
| Num                                                 | Coureur                   | Pos              |
| 201                                                 | Alexi Grewal (USA)        | AB-17            |
| 202                                                 | Raúl Alcalá (MEX)         | 114e             |
| 203                                                 | Chris Carmichael (USA)    | AB-12            |
| 204                                                 | Eric Heiden (USA) (Route) | AB-18            |
| 205                                                 | Ron Kiefel (USA)          | 96e              |
| 206                                                 | Davis Phinney (USA)       | AB-15            |
| 207                                                 | Jeff Pierce (USA)         | 80e              |
| 208                                                 | Bob Roll (USA)            | 63e              |
| 209                                                 | Doug Shapiro (USA)        | AB-12            |
| 210                                                 | Alex Stieda (CAN)         | 120e             |
| Directeurs sportifs : Jim Ochowicz et Mike Neel (d) |                           |                  |